# Березотіцька сільська рада
Березоті́цька сільська́ ра́да — адміністративно-територіальна одиниця та орган місцевого самоврядування в Лубенському районі Полтавської області. Адміністративний центр — село Березоточа.

## Загальні відомості
- Населення ради: 1660 осіб (станом на 2001 рік)

## Населені пункти
Сільській раді були підпорядковані населені пункти:
- c. Березоточа
- c. Суха Солониця

## Склад ради
Рада складалася з 14 депутатів та голови.
- Голова ради: Білокур Надія Володимирівна
- Секретар ради: Пузь Надія Іванівна

### Керівний склад попередніх скликань
| Прізвище, ім'я, по батькові  | Основні відомості                                                 | Дата обрання | Дата звільнення |
| ---------------------------- | ----------------------------------------------------------------- | ------------ | --------------- |
| Куценко Григорій Миколайович | Сільський голова, 1949 року народження, член Партії регіонів      | 26.03.2006   | 31.10.2010      |
| Білокур Надія Володимирівна  | Сільський голова, 1967 року народження, освіта вища               | 31.10.2010   | 25.10.2015      |
| Білокур Надія Володимирівна  | Сільський голова, 1967 року народження, освіта вища, безапартійна | 25.10.2015   |                 |

Примітка: таблиця складена за даними сайту Верховної Ради України та ЦВК

### Депутати VII скликання
За результатами місцевих виборів 2015 року депутатами ради стали:

#### За суб'єктами висування
| Суб'єкт висування                                          | Кількість обраних депутатів | %     |
| ---------------------------------------------------------- | --------------------------- | ----- |
| Самовисування                                              | 13                          | 92.86 |
| Політична партія «Українське Об'єднання патріотів — УКРОП» | 1                           | 7.14  |

#### За округами
| № округу | Прізвище, ім'я, по батькові    | Ким висунуто                                               | Дата нар.  | Освіта             | Партійна приналежність                                           | Відомості                                                         |
| -------- | ------------------------------ | ---------------------------------------------------------- | ---------- | ------------------ | ---------------------------------------------------------------- | ----------------------------------------------------------------- |
| 1        | Груба Віктор Іванович          | Самовисування                                              | 12.09.1964 | середня спеціальна | безпартійний                                                     | Березотіцька філія ДП «Укрліктрави», медпрацівник                 |
| 2        | Колосович Микола Петрович      | Самовисування                                              | 20.03.1976 | вища               | безпартійний                                                     | Дослідна станція лікарських рослин ІАП НААН, Вчений секретар      |
| 3        | Курило Юлія Миколаївна         | Самовисування                                              | 10.04.1981 | середня спеціальна | безпартійна                                                      | Березотіцьке відділення поштового зв'язку № 3, завідувачка        |
| 4        | Шавловська Ніна Григорівна     | Самовисування                                              | 25.09.1973 | середня спеціальна | безпартійна                                                      | тимчасово не працює                                               |
| 5        | Пузь Надія Іванівна            | Самовисування                                              | 13.10.1971 | середня спеціальна | безпартійна                                                      | Березотіцька сільська рада, секретар                              |
| 6        | Даніленко Тетяна Григорівна    | Самовисування                                              | 06.06.1969 | незакінчена вища   | безпартійна                                                      | Березотіцька ЗШ І-ІІІ ступенів, педагог-організатор               |
| 7        | Кулій Катерина Михайлівна      | Самовисування                                              | 06.03.1955 | середня спеціальна | безпартійна                                                      | Березотіцька сільська рада, бухгалтер                             |
| 8        | Пиріг Віта Олексіївна          | Самовисування                                              | 04.07.1979 | вища               | безпартійна                                                      | Березотіцька філія ДП «Укрліктрави», заступник директора          |
| 9        | Даниленко Світлана Анатоліївна | Самовисування                                              | 02.04.1972 | вища               | безпартійна                                                      | Березотіцький дошкільний навчальний заклад «Берізка», завідувачка |
| 10       | Симончук Тетяна Петрівна       | ПОЛІТИЧНА ПАРТІЯ «УКРАЇНСЬКЕ ОБ'ЄДНАННЯ ПАТРІОТІВ — УКРОП» | 23.11.1971 | вища               | член ПОЛІТИЧНОЇ ПАРТІЇ «УКРАЇНСЬКЕ ОБ'ЄДНАННЯ ПАТРІОТІВ — УКРОП» | Березотіцька ЗШ І-ІІІ ступенів, вчитель                           |
| 11       | Міщенко Олександр Григорович   | Самовисування                                              | 30.08.1975 | вища               | безпартійний                                                     | Вовчицька дільнична ветеринарна лікарня, завідувач                |
| 12       | Дояр Надія Іванівна            | Самовисування                                              | 21.11.1962 | середня спеціальна | безпартійна                                                      | Березотіцький дошкільний навчальний заклад «Берізка», вихователь  |
| 13       | Гнатуша Олександр Миколайович  | Самовисування                                              | 27.09.1967 | загальна середня   | безпартійний                                                     | Березотіцька філія ДП «Укрліктрави», тракторист-машиніст          |
| 14       | Ханенко Алевтина Григорівна    | Самовисування                                              | 20.07.1978 | середня спеціальна | безпартійна                                                      | ПрАТ «Дика орхідея, Україна», майстер модуля                      |

## Населення
Згідно з переписом УРСР 1989 року чисельність наявного населення сільської ради становила 1915 осіб, з яких 825 чоловіків та 1090 жінок.
За переписом населення України 2001 року в сільській раді мешкали 1642 особи.

### Мова
Розподіл населення за рідною мовою за даними перепису 2001 року:
| Мова       | Відсоток |
| ---------- | -------- |
| українська | 95,78 %  |
| російська  | 3,49 %   |
| білоруська | 0,30 %   |
| вірменська | 0,06 %   |
| інші       | 0,37 %   |